# راینر کرش
راینر کرش (آلمانی: Rainer Kirsch; زاده ۱۷ ژوئن ۱۹۳۴ – ۴ سپتامبر ۲۰۱۵) مترجم و نویسنده اهل آلمان بود.
او پس از انقلاب مسالمت آمیز آلمان شرقی در سال ۱۹۹۰، رئیس انجمن نویسندگان آلمان شرقی و عضو آکادمی هنر در برلین  بود.